# Liutprand
Liutprand (680–744 Pavia) byl v letech 712 až 744 králem Langobardů. Je známý především langobardskými zákony (Liutprandi leges), vydanými v patnácti samostatných zasedáních, která se konala v průběhu let 713 až 735. Během své dlouhé vlády čelil řadě konfliktů, při jejichž řešení byl většinou úspěšný. Je často považován za nejúspěšnějšího langobardského monarchu, známého svou donací v Sutri roku 728.

## Mládí
Liutprandovo mládí nebylo příznivé. V roce 702 musel jeho otec Ansprand uprchnout před uzurpátorem langobardského trůnu Aripertem II. do exilu bavorského vévody Theoda I. a jeho syna Theudeberta. Jeho starší bratr Sigipert byl oslepen a jeho matka Theodarada a sestra Aurona byly zohaveny tak, že jim byl uříznut nos a uši. Liutprand byl ušetřen patrně jen proto, že byl velmi mladý a vypadal neškodně. Paulus Diaconus ve svém díle Historia Langobardorum ho popsal jako mladistvého, proto byl Aripertem propuštěn z vazby a umožněn odchod do exilu za jeho otcem Ansprandem.

## Panování
Vláda Liutpranda začala den před smrtí jeho otce, když magnáti svolaní k Ansprandově smrtelné posteli souhlasili, aby se Liutprand stal jeho nástupcem. Liutprandova vláda trvala třicet jedna let. Jeho bratrem byl Imberg, kterého Liutprand jmenoval vládcem Asti.

### Vztahy s Agilolfingy
Na počátku jeho vlády byl jeho hlavním spojencem bavorský vévoda Theodo I. z dynastie Agilolfingů. Theodo se ho ujal v roce 702, když spolu s otcem unikl do exilu před uzurpátorem Aripertem. Jeho pohostinnost byla stmelena sňatkem Liutpranda a Theodovy dcery Guntrudy, zároveň v roce 712 Theodova intervence Ansprandovým jménem do Pavie pomohla sesadit Ariperta, který se při útěku utopil v řece Ticino, čímž bylo Ansprandovi a později i Liutprandovi umožněno vrátit se zpět na trůn langobardského království. Jádrem Theodovy politiky byl především boj s merovejskými majordomy při jejich expanzi na území severně od Alp, kterými se Liutprand příliš nezaobíral. Jeho politika spočívala především v udržování strategické kontroly nad východoalpskými průsmyky na území dnešní severní Itálie.

### Byzantské války

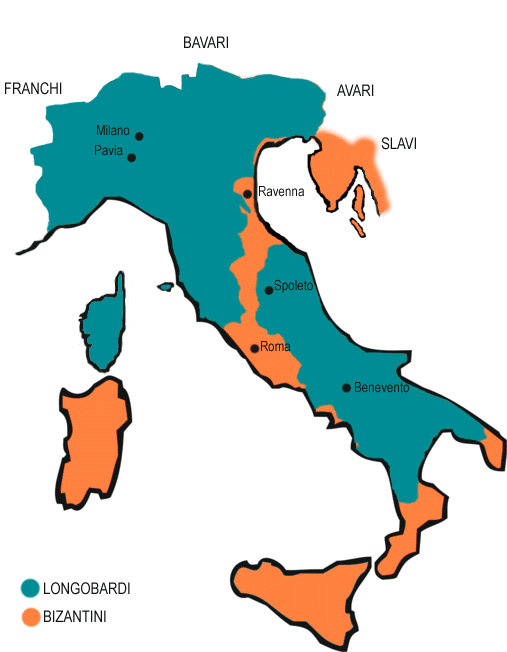
Itálie po dobytí Liutprandem. Langobardské území je znázorněno zeleně, byzantské území oranžově.

Bavorský vévoda Theodo zemřel v roce 717 nebo 718. Za vlády jeho nástupce langobardské vazby s Agilolfingy ochably a tak dokud nebyl Liutprand ohrožován byzantskými válkami v roce 726, soustředil svojí válečnou strategii především na dobytí bavorských hradů na řece Adiže, ale v roce 726 vydal byzantský císař Leon III. takzvaný ikonoklastický spor, první z mnoha ediktů, které postavily křesťanské ikony mimo zákon. Papež Řehoř II. nařídil lidu, aby se proti tomu postavil na odpor, během něhož byl byzantský vévoda Exhiliratus zabit davem, když se pokoušel zničit obrazy a ikony. Liutprand v tomto období obrátil svou pozornost na jih, kde napadl byzantské území v Emilii. V roce 727 překročil řeku Pád a dobyl Bolognu, Osimo, Rimini a Anconu spolu s dalšími městy v Emilií a Pentapolisu. Napadl také přístav Classis v Ravenně.
V roce 720 napadli Saracéni Sardinii, proto Liutprand urychleně vykoupil ostatky svatého Augustina, ceremoniálně je přenesl do Pavie a uložil v kostele svatého Petra. Podle Paula Diacona relikvie zachránil s velkým spěchem a také s velkými náklady. V roce 725 jako ochránce církve a jejích věřících si podmanil Korsiku a donutil Maury k ústupu z ostrova, který svými nájezdy ohrožovali již od roku 713.
Když Liutprand v roce 728 porazil byzantské síly, postupoval po Via Cassia k Římu. Podle Liber Pontificalis se ve starověkém městě Sutri setkal s papežem Řehořem II., kde společně uzavřeli dohodu, podle které bylo Sutri a některá horská města ve Viterbu předány papeži „jako dar blaženým apoštolům Petru a Pavlovi“. Bylo to první rozšíření papežského území za hranice římského vévodství, čímž byly položeny základy budoucího papežského států.

### Vztahy s Franky

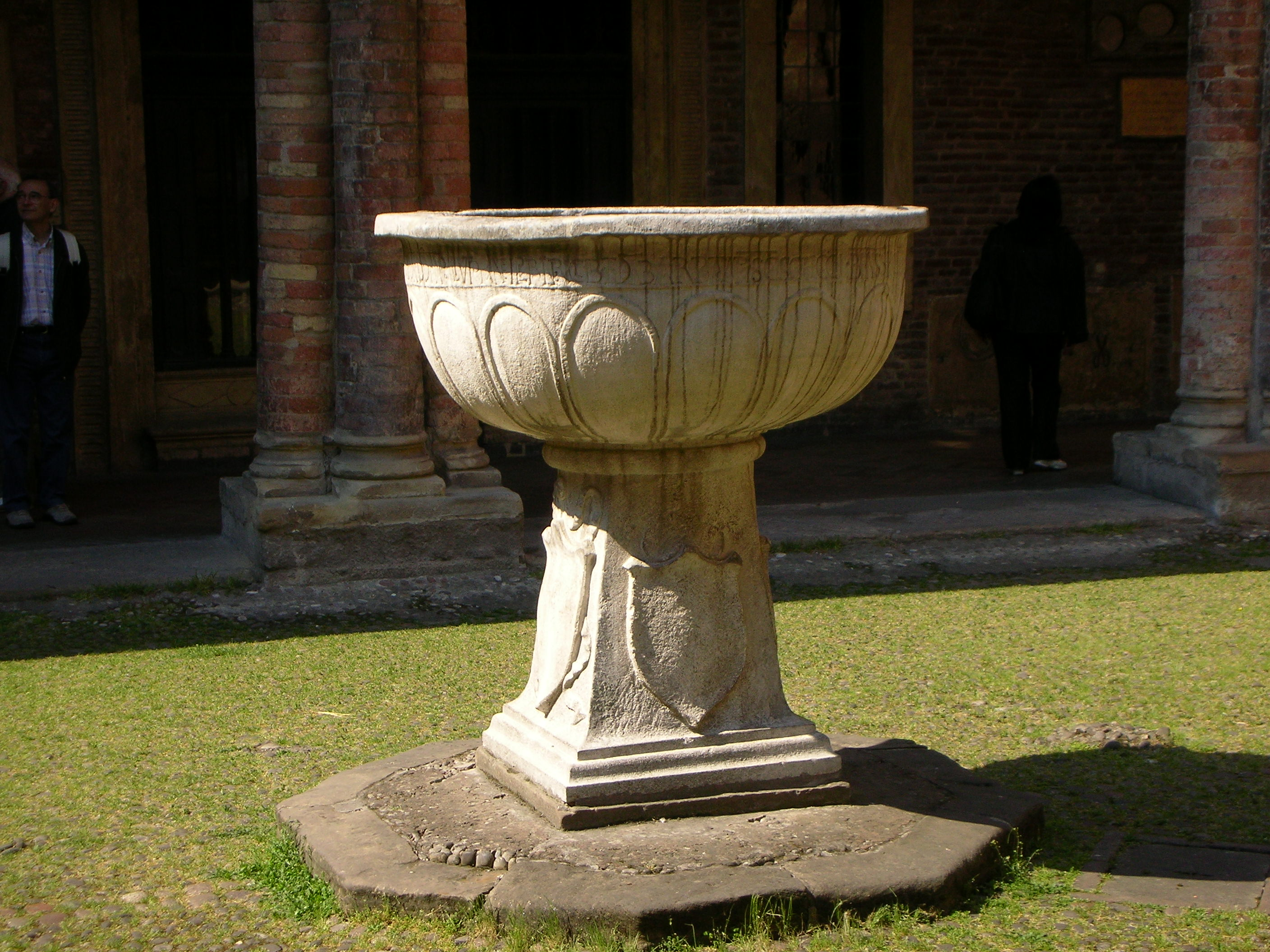
Takzvaná „Pilatus basin“, uprostřed tzv. „Pilatova nádvoří“ v Bologni. Tato langobardská socha z 8. století nese jména králů Liutpranda, Ilpranda a také biskupa Barbata.

Po smrti Theoda se Liutprand odvrátil od svých spojenců Agilolfingů, aby se spojil s Karlem Martelem, franským majordomem a jeho synem Pipinem Krátkým, kterého přijal na svém královském dvoře. V roce 733 Liutprand vyhlásil Notitia de actoribus regis, sérii šesti zákonů, které ve struktuře předznamenaly pozdější franskou kapitulaci v Lombardii.
V letech 735–736 vážně onemocněl, což ho přinutilo jmenovat svého synovce Hildepranda spoluvládcem, ale brzy po uzdravení, v roce 737 překročil s armádou Alpy, aby pomohl Karlovi Martelovi vyhnat Maury z Aix-en-Provence a Arles. Roku 738 období míru v langobardském království přerušil Thrasimund II., odbojný langobardský vévoda ze Spoleta, který vyvolal povstání. Liutprandovi se sice podařilo povstání potlačit, ale Thrasimund před ním uprchl do Říma pod ochranu papeže Řehoře III. Liutprand okamžitě zahájil jeho pronásledování, přitom dobyl provincie Ducatus Romanus kolem Říma a samotný Řím oblehl. Papež mezitím poslal vyslance s dopisem ke Karlovi Martelovi, aby ho požádal o pomoc a slíbil mu přízeň současnou i budoucí. Průvodní dopis se dochoval do dnešních dnů. Karel Martel, ale papežovo horlivé obvinění Langobardů ignoroval a místo vojenské pomoci poslal k papeži své vyslance, aby zprostředkovali mezi oběma mocnostmi mír. Než však došlo k příměří mezi znesvářenými stranami, papež Řehoř III. i Karel Martel zemřeli.

## Smrt

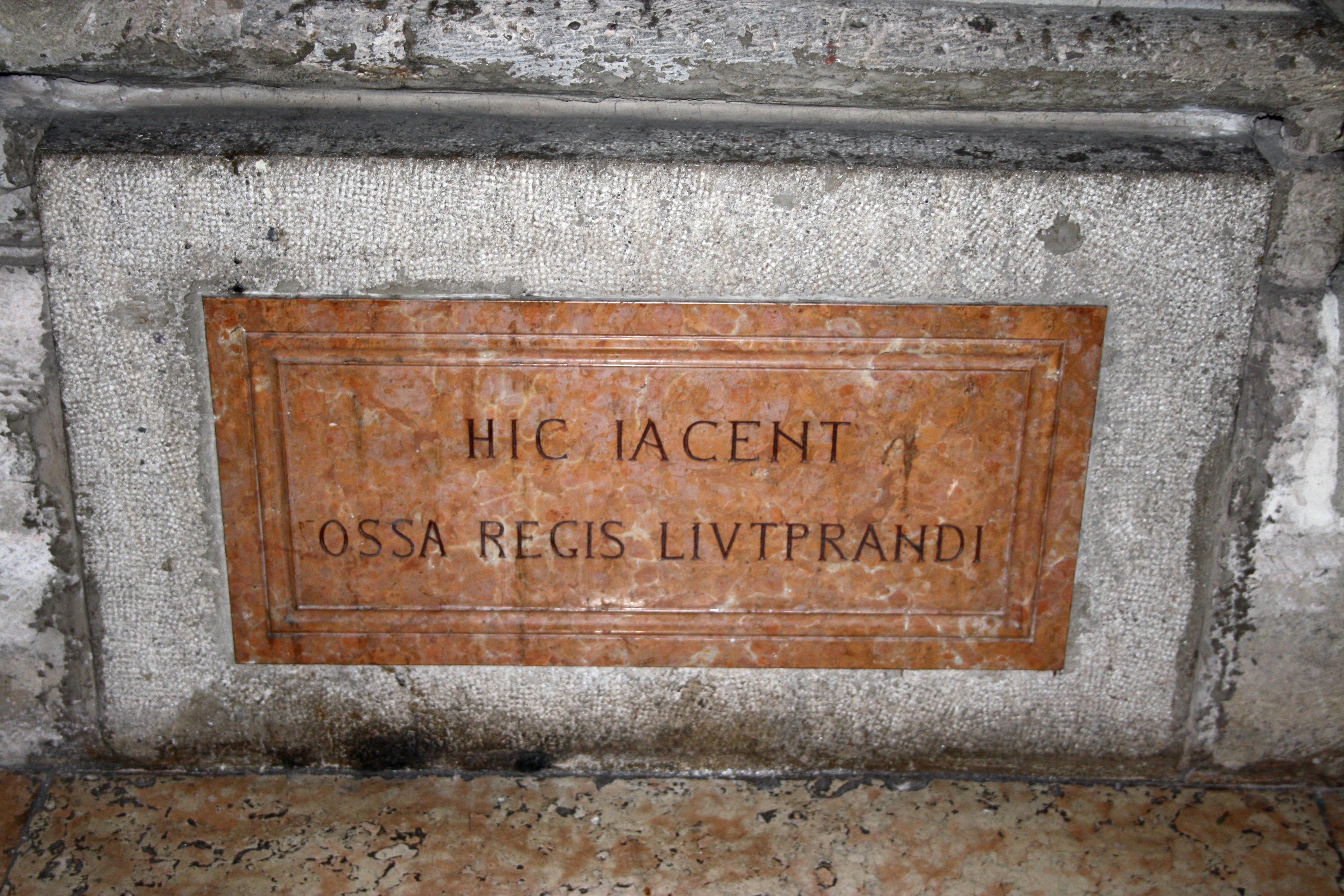
Deska na Liutprandově hrobce v kostele svatého Petra v Pavii.

Brzy po smrti Řehoře III. byl na Apoštolský stolec zvolen Zachariáš s nímž Liutprand podepsal dvacetiletý mír a opustil obléhaná města římského vévodství. Svou dlouhou vládou a strategií téměř dosáhl sjednocení zákonů na celém Apeninském poloostrově. Zemřel v roce 744. Pohřben je v kostele svatého Petra v Pavii.
Liutprand byl spolu s Rotharem významnou langobardskou osobností, jehož právní dědictví je respektováno. Liutprandovy zákony (Liutprandi leges) vykazovaly větší míru římského vlivu než zákony jeho předchůdců.

## Prameny
Hlavním zdrojem Liutprandova života je kronika Historia Langobardorum Paula Diacona, která Liutpranda idealizuje. Kronika byla napsáná po roce 787 a popisuje dějiny Langobardů od roku 568 až do smrti Liutpranda v roce 744. Přestože byla napsáná Paulem Diaconem, Langobardem a z langobardského pohledu, přesto obsahuje i mnoho informací o Byzantské a Franské říši.